# Окронґла-Лонка
Окронґла-Лонка (пол. Okrągła Łąka, нім. Rundewiese) — село в Польщі, у гміні Садлінки Квідзинського повіту Поморського воєводства.
Населення — 382 особи (2011).
У 1975-1998 роках село належало до Ельблонзького воєводства.

## Демографія
Демографічна структура станом на 31 березня 2011 року:
|          | Загалом | Допрацездатний вік | Працездатний вік | Постпрацездатний вік |
| -------- | ------- | ------------------ | ---------------- | -------------------- |
| Чоловіки | 185     | 43                 | 133              | 9                    |
| Жінки    | 197     | 58                 | 108              | 31                   |
| Разом    | 382     | 101                | 241              | 40                   |